# Ascanio Vittozzi

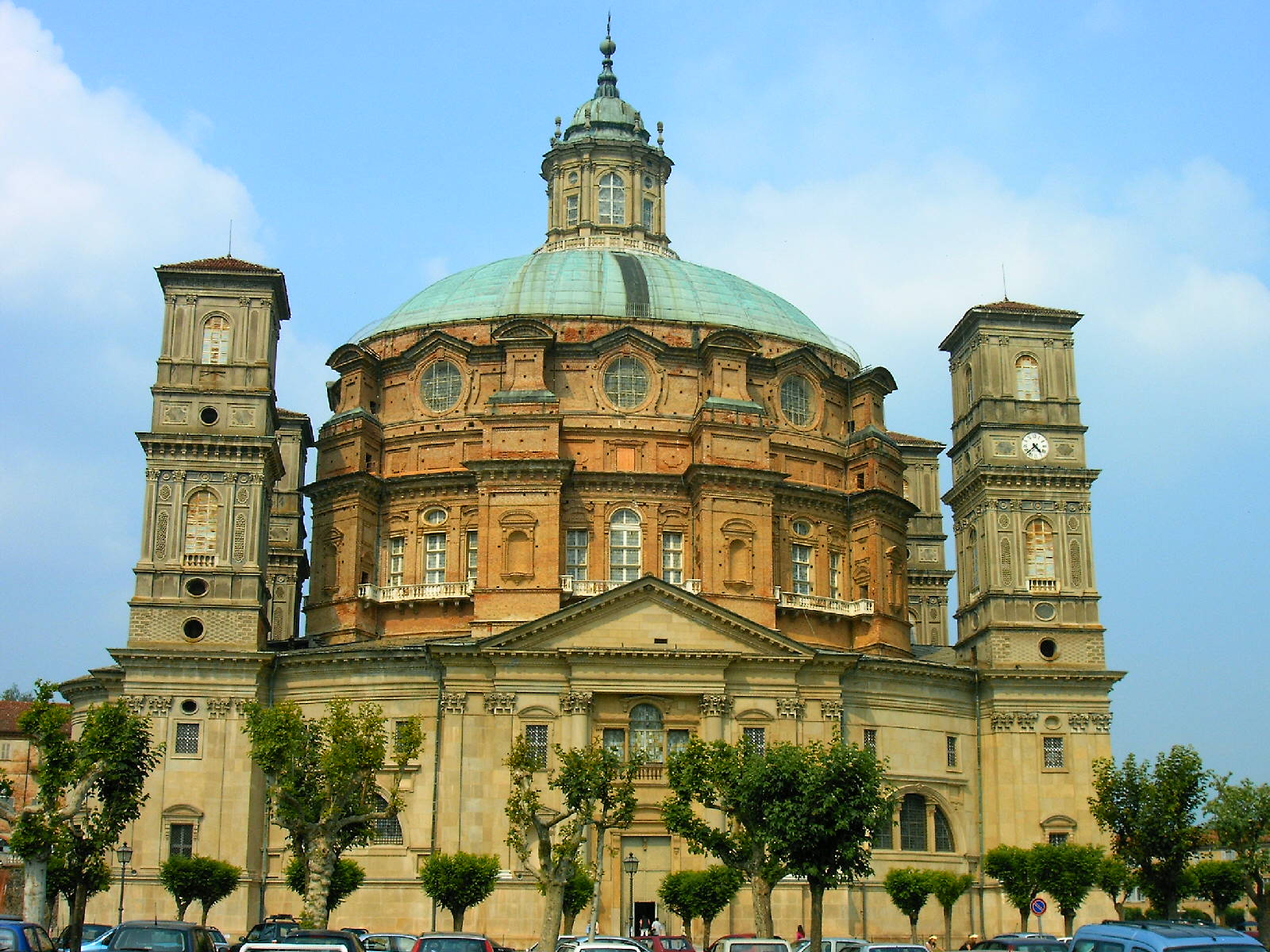
Su proyecto del santuario de Vicoforte tuvo éxito y se volvió a reformar en el.

Ascanio Vittozzi o Vitozzi (Orvieto, 1539 – Turín, 1615) fue un soldado, ingeniero militar y arquitecto italiano de la segunda mitad del siglo XVI y principios del XVII, activo en el ducado de Saboya y en especial en Turín, que destacó como planificador urbano y autor de algunos edificios en el naciente estilo del barroco piamontés.

## Biografía
Nacido en Orvieto, Ascanio Vittozzi siguió de joven la carrera de armas, alistándose en los ejércitos pontificales y luchando en la batalla de Lepanto en 1571, en Túnez y Portugal, siguiendo la Liga Santa.
Luego se convirtió en arquitecto militar, dibujando fortificaciones  a la moderna, lo que atrajo la atención de la corte de Manuel Filiberto de Saboya, el duque Testa di Ferro..
Llegado a Turín en plena renovación, la nueva capital del ducado de Saboya trasladada desde Chambery, después de Carlos el Grande, Vittozzi ejecutó no solamente obras defensivas (acondicionamiento del castillo de Bene Vagienna entre 1615 y 1616 a expensas de las comunas de Clavesana, Farigliano, Piozzo, Carrù, Trinità y Salmour) sino también obras civiles, plazas, caminos, edificios en el estilo del naciente barroco piamontés.
Es a Vittozzi a quien se debe el desarrollo edificatorio de Turín porque se le encomendó la tarea de la planimetria de todo el barrio central de Turín, desde piazza Castello, que diseñó con los primeros pórticos, hasta Via Nuova (ahora Via Roma).
Está enterrado en la iglesia de la Santísima Trinidad en Turín, en la céntrica via Garibaldi.

## Obras
Muchas de sus obras aún son visibles en Turín, entre ellas:
- Piazza Castello, con casi  40 000 m², la segunda mayor de la ciudad, a la que daban el palacio de San Giovanni y el palacio Real.
- Via Roma, antigua Via Reale
- Iglesia del Corpus Domini
- Palacio Real, la residencia de la corte de Saboya
- Castillo de Rivoli
- Villa della Regina, una de las residencias delos Saboya.
- Iglesia de Santa Maria al Monte y el convento anexo, sobre el Monte dei Cappuccini
- Iglesia de la Santísima Trinidad, en cuya sacristia fue enterrado.

Y en el Piamonte:
- Santuario de Vicoforte cerca de Mondovì. Proyecto inicial de 1596 reformado después.